# کوه چنگ الماس
کوه چنگ الماس در شمال شهر پیرتاج  بیجار گروس استان کردستانواقع شده‌است. ارتفاع بلندترین قلهٔ آن به ۲۵۲۵ متر می‌رسد.